# Ендрю Стромінджер
Ендрю Стромінджер (англ. Andrew Strominger, нар. 30 липня 1955, Кембридж, Велика Британія) — американський фізик-теоретик, який працює над теорією струн. Професор Гарвардського університету. Вніс істотний внесок в розуміння мікроскопічних основ ентропії чорних дір.

## Нагороди та визнання
- 2001: член Американської академії мистецтв і наук
- 2011: член Національної академії наук США
- 2008: Премія Леонарда Айзенбуда[de][2]
- 2014: Премія з фундаментальної фізики
- 2014: Медаль Дірака Міжнародного центру теоретичної фізики
- 2014: Медаль Оскара Клейна[3]
- 2016: Премія Денні Гайнемана у галузі математичної фізики
- 2017: Премія з фундаментальної фізики

## Доробок
- «Vacuum Configurations for Superstrings», P. Candelas, G. Horowitz, A. Strominger, E. Witten, Nucl. Phys. B 258:46-74, 1985.
- «Black strings and P-branes», G. Horowitz, A. Strominger, Nucl. Phys. B 360:197-209, 1991.
- «Microscopic origin of the Bekenstein-Hawking entropy», A. Strominger, C. Vafa, Phys. Lett. B 379:99-104, 1996. hep-th/9601029.
- «Mirror symmetry is T duality», A. Strominger, S.T. Yau, E. Zaslow, Nucl. Phys. B 479:243-259, 1996. hep-th/9606040.
- «Black hole attractors and the topological string», H. Ooguri, A. Strominger and C. Vafa, Phys. Rev. D 70:106007, 2004. hep-th/0405146.
- «The Kerr/CFT Correspondence», M. Guica, T. Hartman, W. Song, and A. Strominger, Phys. Rev. D 80:124008, 2009. hep-th/0809.4266.
- «From Navier-Stokes To Einstein», I. Bredberg, V. Lysov, C. Keeler, and A. Strominger, hep-th/1101.2451. 2011.
- «Higher Spin Realization of the dS/CFT Correspondence», D. Anninos, T. Hartman and A. Strominger, 2011. hep-th/1108.5735.